# Lind (efternamn)
Lind är ett vanligt svenskt efternamn som kan stavas på något olika sätt. Den 31 december 2019 var det följande antal personer i Sverige med stavningsvarianterna
- Lind 15 564
- Lindh 4 741

Tillsammans blir detta 20 305 personer, vilket ger namnet plats nummer 28 på listan över Sveriges vanligaste efternamn. Lind var ett vanligt soldatnamn.
Undantagsvis är Lind ett äldre släktnamn. Lind af Hageby är en fortlevande frälseätt som är känd åtminstone sedan slutet av 1500-talet. Den introducerades på Riddarhuset 1634 med nummer 212. Förmodligen är denna ätt släkt med den adliga ätten nummer 262, Lind i Västergötland, som utslocknade på 1600-talet. Det är 15 personer i Sverige som heter Lind af Hageby.

## Personer med efternamnet Lind eller Lindh

### A
- Agnes Lindh (1872–1952), finländsk skådespelare
- Agneta Bränngård Lind (född 1952), textilkonstnär
- Albin Lind (1901–1964), journalist
- Alfred Lind (1879–1959), dansk regissör
- Allan Lind (1904–1984), präst
- Alrik Lindh (1844–1898), kirurg
- Amanda Lind (född 1980), politiker, miljöpartist, kulturminister
- Amanda Lind, pseudonym för Johanna Nilsson (född 1973), författare
- Anders Lind, flera personer
  - Anders Lindh (född 1944), geolog
  - Anders Lind (ljudtekniker) (född 1946)
  - Anders Lind (politiker) (1828–1888), hemmansägare och politiker
- Andreas Lindh (född 1978), ishockeyspelare
- Angela Lind Bergström (1950–2013), målare, grafiker och textilkonstnär
- Anna Lindh (1957–2003), politiker, utrikesminister, socialdemokrat
- Anna Sofia Lind (1771–1805), balettdansare
- August Lindh, flera personer
  - August Lindh (präst) (1879–1945)
  - August Lindh i Kil (1876–1950), grosshandlare, ämbetsman, politiker
  - August Lind (1890–1978), textiltekniker och lärare
- Arne Lind (1924–2012), professor
- Axel Lind (1907–2011), dansk-svensk konstnär
- Axel E. Lindh (1888–1960), fysiker

### B
- Barbro Lind (född 1942), konstnär
- Barbro Lindh (1931–2021), konstnär, skulptör och teckningslärare
- Bengt Lind (1911–1996), politiker och ledarskribent
- Bengt Lind af Hageby (1905–1987), sjöafficer
- Bertel Lindh (1908–1996), finländsk jordbrukare och politiker
- Björn Lind (född 1978), längdskidåkare
- Björn J:son Lindh (1944–2013), flöjtist och kompositör
- Bob Lind, flera personer
  - Bob Lind (musiker) (född 1942), amerikansk musiker
  - Bob Lind (biolog), biolog och ekolog
  - Bob G. Lind (född 1950), privatforskare
- Bror Lindh (1877–1941), konstnär
- Britt Lind (född 1945), amerikansk skådespelare och författare

### C
- Calle Lindh (född 1990), utförsåkare
- Carl Lind (1859–1920), riksdagsman
- Carl David Lindh (1790–1864), fabrikör
- Carl Ferdinand Lindh (1818–1872), konstnär
- Carl-Johan Lind (1883–1965), svensk släggkastare
- Caroline Lind (född 1982), amerikansk roddare
- Cecilia Lind (född 1948), politiker
- Chris Lindh (född 1972), artist och sångare
- Christer Lind (1912–1942), finländsk författare

### D
- Dagny Lind (1902–1992), skådespelare
- Daniel Lind Lagerlöf (1969–2011), regissör, manusförfattare och producent
- David Lindh (född 1977), rockmusiker och låtskrivare
- Don Lind (1930–2022), amerikansk astronaut

### E
- Earl Lind (1874–?), amerikansk författare, transperson
- Einar Lind (1898–1976), politiker
- Elisabet Lind (1881–1968), sjuksköterska
- Emil Lindh (1867–1937), finländsk skådespelare
- Emilia Lind (född 1993), sommarvärd i radio
- Emma Lind (född 1995), fotbollsmålvakt
- Erik Lind, flera personer
  - Erik Lindh (född 1964), bordtennisspelare
  - Erik Lind (jurist) (1888–1959), jurist
  - Erik Lind (lingvist) (1849–1931), språkforskare och bibliograf
  - Erik Lindh (politiker), politiker
  - Erik Gustaf Lind (1869–1912), sjökapten, godsägare och affärsman
  - Erik Ragnar Lind (1887–1921), målare
- Ernst Lind af Hageby (1874–1950), militär
- Ernst Lindh (1879–1954), väg- och vattenbyggnadsingenjör
- Espen Lind (född 1971), norsk artist
- Eva Lind (född 1966), österrikisk operasångerska, sopran
- Eva Lindh  (född 1971), politiker (socialdemokrat)
- Evert Lindh (1899–1987), sjöofficer

### F
- Folke Lind, flera personer
  - Folke Lindh (1921–1998), jurist, lundaspexare och amatörskådespelare
  - Folke Lind (fotbollsspelare) (1913–2001)
  - Folke Lind (konstnär) (1931–2017), målare och grafiker
- Francesca Lindh (född 1931), finländsk keramiker

### G
- Gabriel Lind (1721–1798), klockare, organist och orgelbyggare
- Georgia Lind (1905–1984), tysk skådespelare
- Gerda Lind  (1880–1953), finländsk operasångreska och sångpedagog
- Gunilla Lindh (född 1946), friidrottare
- Gustaf Lind, flera personer
  - Gustaf Lindh (1926–2015), modern femkampare
  - Gustav Lindh (född 1995), skådespelare
  - Gustaf Lind (ämbetsman) (född 1970), ämbetsman och tidigare moderat politiker
  - Gustaf Lind (trädgårdsman) (1869–1945)
- Göran Lind (1934–1982), professor i tillämpad elektronik
- Gösta Lind (1898–1980), jurist, justitieråd
- Gösta Lindh (1924–1984), fotbollsspelare

### H
- Hans Lindh (1930–1987), konståkare på skridskor
- Hans Lindh (konstnär) (1926–2020), målare, grafiker och teckningslärare
- Hans Daniel Lind (1847–1924), dansk historiker
- Hilary Lindh (född 1969), amerikansk alpin skidåkare
- Hjördis Lind-Campbell (1891–1984), läkare
- Hugo Lindh (1899–1979), kompositör och sångtextförfattare
- Håkan Lindh (född 1959), politiker

### I
- Ingela Lind (1943–2021), konstkritiker
- Ingela Lindh (född 1959), arkitekt
- Ingemar Lind (1934–2015), matematiker, högskolerektor
- Ingemar Lind (naturfilmare) (född 1939), naturfotograf och naturfilmare
- Irene Lindh (född 1945), skådespelare, röstskådespelare, sångare
- Isabel Brismar Lind (född 1987), fotomodell

### J
- James Lind (1716–1794), skotsk läkare
- Jan-Olof Lind (född 1962), generaldirektör för FOI
- Jenny Lind (1820–1887), operasångerska
- Jenny Lindh (född 1979), bibliotekarie och skribent
- Jens Lind, flera personer
  - Jens Lind (botaniker) (1874–1939), dansk botaniker
  - Jens Lind (journalist) (född 1959)
- Joan Lind (1952–2015), amerikansk roddare
- Johan Lind, flera personer
  - Johan Lindh (boktryckare) (1723–1783)
  - Johan Lind (fotbollsspelare) (född 1974), fotbollstränare och tidigare spelare
  - Johan Lind (jurist) (född 1934), justitieråd
  - Johan Lindh (politiker) (1831–1898), affärsman och politiker
  - Johan Erik Lindh (1793–1865), målare
  - Johan Per Lindh (1757–1820), boktryckare
- Johanna Lind (född 1971), fröken Sverige 1993
- John Lind, flera personer
  - John Lind (damimitatör) (1877–1940), damimitatör, sångare och dansare
  - John Lind (konstnär) (1901–1956), målare
  - John Lind (läkare) (1909–1983)
  - John Lind (politiker) (1854–1930), amerikansk politiker, guvernör i Minnesota
- Johnny Lind (född 1967), professor i företagsekonomi
- Jon Lind, amerikansk låtskrivare
- Jonas Lind (aktiv 1707–1731), bildhuggare
- Jonas Lindh (född 1982), fotbollsspelare
- Josef Lind (1866–1950), skolman, organist, kör- och orkesterdirigent
- Juha Lind (född 1974), ishockeyspelare
- Juliette Lind (1885–1969), operettsångerska och skådespelare
- Jöns Lind (1723–1785), prost, författare och samlare
- Jörgen Lind (född 1966), författare

### K
- Kai Lind, flera personer
  - Kai Lind (skådespelare) (1887–1962), dansk-svensk skådespelare och teaterregissör
  - Kai Lind (sångare)(född 1937), finländsk sångare
- Kalle Lind (född 1975), komiker, radiopratare och manusförfattare
- Karl Lindh (1863–1918), redaktör och politiker
- Karl Lind (drakbåtspaddlare) (född 1990), drakbåtspaddlare och kanotist
- Kjell Lind, ishockeydomare
- Klara Lindh  (1877–1914), rösträttskvinna och redaktör
- Kole Lind, kanadensisk ishockeyspelare

### L
- Lars Lind (född 1935), skådespelare
- Lars Lindh (1918–2002), serieskapare
- Lars Fredrik Lind (1750–1805), lagman och landshövding
- Lasse Lindh (född 1974), sångare och låtskrivare
- Lennart Lind (aktiv 1960), friidrottare
- Lennart Lindh (1949–2004), ishockeyspelare
- Letty Lind (1861–1923), engelsk skådespelare, dansös och akrobat
- Lillemor Lind (född 1938), vissångerska
- Lindy Lindh (född 1957), författare
- Lizzy Lind af Hageby (1878–1963), djurrättsaktivist och feminist
- Louise Lindh (född 1979), företagsledare
- Lovisa Lindh (född 1991), friidrottare

### M
- Magnus Lind, flera personer
  - Magnus Lind (författare) (född 1944), journalist, författare och manusförfattare
  - Magnus Lind (musiker) (1945–2023), musiker och konstnär
- Mak Lind, tidigare Mohammed Ali Kahan, (född 1988), fotbollsspelare och tränare
- Margaretha Lind (1942–2025), prinsessa av Jordanien med namnet Majda Ra'ad
- Maria Lind (född 1966), konstvetare
- Maria Lindh (född 1992), handbollsspelare
- Maria Lindh (ishockeyspelare) (född 1993)
- Marie Nilsson Lind (1961–2024), sångerska, textförfattare och kompositör
- Martin Lind (född 1944), biskop emeritus
- Martina Lind (född 1980), ekonom och politiker
- Mats Lind (född 1945), seglare
- Mats Lindh (1947–2025), ishockeyspelare
- Mecka Lind (född 1942), författare
- Michael Lind (född 1950), dansk tubaist
- Mikael Lind (född 1972), ishockeyspelare
- Mikaela Lindh (1969–2023), dressyrryttare
- Monica Lind (1941–2012), skådespelare och sångerska
- Monika Lind (född 1942), illustratör, konstnär och skribent

### N
- Nathalie Lind (1918–1999), dansk advokat, politiker och minister
- Niklas Lind (född 1973), musiker, sångare och låtskrivare
- Nils Lindh, flera personer
  - Nils Lind (1892–1985), konstnär
  - Nils Lindh (diplomat) (1878–1959), diplomat
  - Nils Lindh (idrottsman) (1889–1957), skidåkare
  - Nils Lindh (konstnär) (1904–1973), konstnär
  - Nils Magnus Lindh (1775–1835), boktryckare
- Nisse Lind (1904–1941), jazzmusiker, kapellmästare, kompositör

### O
- Olle Lind (1931–1999), fotbollsspelare
- Olof Lind, flera personer
  - Olof Lind (politiker) (1861–1944), landsfiskal och politiker
  - Olof Lind (präst) (1701–1765)
- Oscar Lindh (1847–1904), kronolänsman och politiker
- Ove Lind (1926–1991), jazzklarinettist, kapellmästare, kompositör
- Ove Lindh  (1932–2011), jurist, hovrättspresident

### P
- Per Lind (1916–2012), diplomat och jurist
- Per Magnus Lindh (födelseår saknas–1843), boktryckare
- Pernilla Lindh (född 1945), jurist
- Peter Engel Lind (1814–1903), dansk kyrkoman och författare
- Pi Lind (1936–1993), teaterman och författare

### R
- Raoul Lind (1918–1993), estnisk-svensk målare
- Richard Lindh (1929–2006), finländsk keramiker och designer
- Robert J:son Lindh (1912–1965), företagsledare
- Rolf Lind (född 1936), fotograf

### S
- Sara Lindh (född 1967), skådespelare, sångerska och dramatiker
- Signe Lind (född 1977), operasångerska, sopran
- Sigrid Lind (1891–1945), målare och textilkonstnär
- Sofia Lind (född 1975), längdskidåkare
- Staffan Lindh (1931–2017), konstnär
- Sten Lindh (1922–2011), diplomat och industriman
- Stig-Gösta Lindh-Ryberg (1920–1947), målare, grafiker och tecknare
- Susanne Lindh (född 1955), civilekonom, stadsbyggnadsdirektör
- Sven Ivar Lind (1902–1980), arkitekt

### T
- Theodor Lindh (1833–1904), finländsk poet
- Thomas Lindh (född 1978), fotbollsspelare, mer känd som Thomas Magnusson
- Torsten Lindh (1941–2020), konteramiral

### U
- Ulrich Lind (född 1942), västtysk sportskytt
- Ulrik Lindh (född 1970), ishockeydomare

### W
- Wilgot Lind (1915–1996), konstnär
- Willard Lindh (1918–2010), målare, grafiker och skulptör
- William Lind (1911–1995), kapellmästare, musikarrangör och kompositör
- William Lind (orienterare) (född 1985)
- William S. Lind (född 1947), amerikansk militärexpert och konservativ debattör
- Willy Lind (1904–1963), folkrörelseman, reseföretagare

### Å
- Åsa Lind (född 1958), barn- och ungdomsboksförfattare
- Åsa Lindh (född 1963), ekonom och ämbetsman

## Liknande efternamn
- Lindahl
- Lindberg
- Lindblad
- Lindblom
- Lindbom
- Linde
- Lindeberg
- Lindegren
- Lindegård
- Lindekrantz
- Lindelöf
- Lindén
- Linder
- Lindfors
- Lindgren
- Lindgård
- Lindhagen
- Lindhe
- Lindhé
- Lindholm
- Lindman
- Lindmark
- Lindqvist
- Lindroth
- Lindskog
- Lindstedt
- Lindstrand
- Lindström
- Lindvall
- Lindzén